# Bulbophyllum scrobiculilabre
Bulbophyllum scrobiculilabre là một loài phong lan thuộc chi Bulbophyllum.